# Inorganic Chemistry Communications
Inorganic Chemistry Communications (abrégé en Inorg. Chem. Commun.) est une revue scientifique à comité de lecture. Ce journal mensuel présente des articles originaux sous la forme de communications dans le domaine de la chimie inorganique.
D'après le Journal Citation Reports, le facteur d'impact de ce journal était de 1,777 en 2014. Actuellement, les directeurs de publications sont U. Belluco (Université de Padoue, Italie), T. E. Bitterwolf (Université d'État de l'Idaho, États-Unis) et C-Y. Su (Université Nationale Sun Yat-sen, Taïwan).